# Lingua groenlandese
Il groenlandese o (per sineddoche) kalaallisut (anche denominato eschimese di Groenlandia o inuktitut groenlandese, pronuncia /kalaːɬːisʉt/; grønlandsk in danese), è una lingua appartenente alla famiglia delle lingue eschimo-aleutine. Parlato in Groenlandia, è strettamente imparentata alle lingue canadesi come l'inuktitut.

## Dialetti
Il groenlandese ha tre dialetti principali, legati alle tre vecchie contee in cui era suddivisa la Groenlandia fino a fine 2008. Il groenlandese occidentale o Kalaallisut, che fa riferimento alla vecchia contea di Kitaa (dove si trova la capitale Nuuk) è numericamente il più rappresentativo (circa 50.000 persone); il groenlandese del nord o Avanersuarmiutut (dal nome dalla vecchia contea di Avanersuaq, che ha per capoluogo Qaanaaq [Thule]), è una forma di inuktun collegato strettamente all'inuktitut canadese; infine il groenlandese orientale o Tunumiit oraasiat, che prende il nome dalla vecchia contea di Tunu. A questi tre dialetti principali si è soliti aggiungere il dialetto di Upernavik.
Il kalaallisut è stato a lungo lingua ufficiale del Paese assieme al danese. Dal giugno 2009 è diventato l'unica lingua ufficiale.

## Fonologia
Il testo di riferimento per la fonologia groenlandese è "Topics in West Greenlandic Phonology" (1974) di Jørgen Rischel.

### Vocali
Ci sono tre vocali: /i/, /u/ ed /a/.
Prima di una consonante uvulare ([q] o [ʁ]), la vocale /i/ viene resa allofonicamente come [e] o come [ɛ] e la vocale /u/ come [o] o come [ɔ]. Quest'alternanza viene evidenziata nell'alfabeto fonetico internazionale scrivendo /i/ e /u/ come ⟨e⟩ ed ⟨o⟩ rispettivamente, quando precedono le uvulari (⟨q⟩ e ⟨r⟩).
Le doppie vocali sono pronunciate come due more, quindi fonologicamente sono una sequenza di vocali e non una vocale lunga; ortograficamente vengono scritte come due vocali.
Non esistono accenti, fonemici o fonetici, ma le sillabe pesanti (con doppia vocale o davanti a gruppi di consonanti) vengono pronunciate accentate ed anche alcuni gruppi di intonazione suonano come accenti.

### Consonanti
Le lettere tra // sono fonemi e la lettera che segue è il modo in cui è scritta secondo la Nuova Ortografia Groenlandese del 1973.
|            | Bilabiali | Alveolari          | Palatali | Velari   | Uvulari  |
| ---------- | --------- | ------------------ | -------- | -------- | -------- |
| Occlusive  | /p/ - p   | /t/ - t            |          | /k/ - k  | /q/ - q  |
| Fricative  | /v/ - v~f | /s/ - s            |          | /ɣ/ - g  | /ʁ/ - r  |
| Nasali     | /m/ - m   | /n/ - n            |          | /ŋ/ - ng | /ɴ/ - rn |
| Laterali   |           | /l/ - l ~ [ɬ] - ll |          |          |          |
| Semivocale |           |                    | /j/ - j  |          |          |

La fonologia del groenlandese si distingue da quella delle altre lingue Inuit per una serie di assimilazioni. Ad esempio, una delle parole Inuktitut più famose, iglu (casa), in groenlandese diventa illu, con il gruppo /gl/ dell'Inuktitut che viene assimilato in una laterale fricativa alveolare sorda [ɬ]. Anche il sostantivo Inuktitut, tradotto in Kalaallisut, diventa Inuttut.

## Grammatica
Come tutte le lingue della sua famiglia, quella groenlandese è altamente polisintetica ed ergativa ed è caratterizzata dalla quasi totale assenza di parole composte a favore di parole derivate.
Il groenlandese distingue due categorie di parole: sostantivi e verbi. Ogni categoria è suddivisa in parole intransitive e transitive. Vi sono quattro persone (prima, seconda, terza e terza riflessiva), due numeri (singolare e plurale, non c'è il duale come nell'inuktitut), otto modi (indicativo, interrogativo, imperativo, ottativo, condizionale, causativo, contemporativo e participiale), otto casi (assolutivo, ergativo, equativo, strumentale, locativo, allativo, ablativo e prolativo; per alcuni sostantivi anche il nominativo e l'accusativo). I verbi reggono una declinazione bipersonale per soggetto e oggetto (distinti per persona e numero). I sostantivi transitivi reggono declinazioni possessive.

## Ortografia
Contrariamente alla maggior parte degli idiomi eschimo-aleutini del Canada, il kalaallisut non è scritto con l'alfabeto inuktitut ma con quello latino. Un carattere speciale, il simbolo kra fu usato esclusivamente in kalaallisut fino a che la riforma ortografica del 1973 non lo sostituì con la lettera q. Inoltre, la geminazione di vocali e consonanti era indicata con l'apposizione di un segno diacritico sulla vocale (in caso di geminazione consonantica il diacritico era posizionato sulla vocale precedente: per esempio, il sostantivo Kalaallit Nunaat era scritto "Kalâdlit Nunât"). Questo sistema ortografico, compreso l'uso della lettera kra, benché abolito nel 1973 rimane in uso per il dialetto Nunatsiavummiutut (Inuktitut), parlato nella regione di Nunatsiavut nel Labrador nord-orientale. Questo schema usa un accento circonflesso ( ˆ ) per indicare la geminazione vocale (per esempio, ât, ît, ût per il moderno aat, iit, uut), un accento acuto ( ´ ) per indicare la geminazione della consonante successiva (per esempio: á, í, ú per il moderno att, itt, utt), mentre una tilde ( ˜ ) o un accento grave ( ` ), a seconda dell'autore, indicavano una sequenza di vocali geminate seguita da consonanti geminate (per esempio ãt, ĩt, ũt o àt, ìt, ùt per il moderno aatt, iitt, uutt). Le lettere ê ed ô, usate solo prima di r e q, ora sono scritte come er/eq e or/oq (le vocali e ed o sono varianti fonemiche di i ed u a seconda della posizione che occupano; si veda nel paragrafo "Vocali").
L'alfabeto groenlandese è: A E F G I J K L M N O P Q R S T U V. Per pronunciare lettere importate da altre lingue, specialmente dal danese e dall'inglese, si usano anche le lettere B, C, D, H, W, X, Y, Z, Æ, Ø e Å.
In groenlandese si usano le virgolette ›...‹ e »...« per il discorso diretto.

### Numeri cardinali da 1 a 10
Forma base
Ataaseq (uno), Marluk (due), Pingasut (tre), Sisamat (quattro), Tallimat (cinque), Arfineq (sei), Arfineq-marluk (sette), Arfineq-pingasut (otto), Qulingiluat (nove), Qulit (dieci).
Ablativo
Ataatsimut (uno), Marlunnut (due), Pingasunut (tre), Sisamanut (quattro), Tallimanut (cinque), Arfinernut (sei), Arfineq-marlunnut (sette), Arfineq-pingasunut (otto), Qulingiluanut (nove), Qulinut (dieci).
I numeri dall'uno al dodici esistono solo in versione groenlandese; dal 13 al 20 esiste sia la versione groenlandese che quella danese; dal 21 in poi esiste solo la versione danese.